# 10502 Armaghobs
A 10502 Armaghobs (ideiglenes jelöléssel 1987 QF6) egy marsközeli kisbolygó. Eleanor F. Helin fedezte fel 1987. augusztus 22-én.